# Lyktmalva
Lyktmalva (Abutilon megapotamicum) är en art i familjen malvaväxter från Brasilien. Arten finns numera förvildad på många håll i tropikerna och odlas som krukväxt i Sverige. Ofta odlas sorten 'Variegatum' som har gulfläckiga blad.
Blommorna kommer ensamma i bladvecken på långa skaft. De har ljusgula kronblad och rött, uppblåst foder. Blomningstid juni–november som krukväxt.

## Synonymer

### Svenska
- Hänglönn - det har ingenting med lönnsläktet att göra, utan växten har det namnet därför att dess blad i någon mån liknar lönnblad.
- Belgiens flagga med anledning av de mörkvioletta ståndarna hänger som en klase en bit utanför kronbladen, och då liknar det svarta fältet i belgiska flaggan. Jämför namnet i Brasilien, som också syftar på en flagga.

### Spanska
- Brasilien: Chapéu-de-cardeal (= Kardinalsflagga?), Sininho (= Kinesisk lykta?)

### Vetenskapliga
Abutilon vexillarium E.Morren
Periptera megapotamica (Sprengel) G.Don
Sida megapotamica Sprengel